# Dryptitae
Dryptitae es una supertribu de coleópteros adéfagos de la familia Carabidae. 

## Tribus
Tiene las siguientes tribus:
- Dryptini - Zuphiini - Galeritini.[1]